# Christian Schuhböck
Christian Schuhböck (* 17. März 1962 in Wien) ist ein österreichischer Landschaftsökologe. Er ist allgemein beeideter und gerichtlich zertifizierter Sachverständiger mit Spezialisierung auf Welterbe und Nationalparks sowie Generalsekretär der Natur-, Kultur- und Landschaftsschutzorganisation „Alliance For Nature – Allianz für Natur“ (AFN).

## Leben und Wirken
Christian Schuhböck studierte Landschaftsökologie an der Universität für Bodenkultur Wien, die er mit dem akademischen Grad Dipl.-Ing. abschloss. Während dieser Ausbildung gründete er 1988 die Natur-, Kultur- und Landschaftsschutzorganisation „Alliance For Nature – Allianz für Natur“, die er seither als Generalsekretär leitet. Kritiker sehen in der Alliance For Nature eine Einpersonenunternehmung und werfen dem zahlreiche Klagen gegen den Semmeringbasistunnel führenden Verein vor, von der Frächter-Lobby finanziert zu werden. Schuhböck gab an, zwar der einzige offiziell auftretende Angestellte neben dem Vorstand zu sein, er werde jedoch von zahlreichen weiteren Privatpersonen operativ und finanziell unterstützt.
1988 wurde er mit dem Österreichischen Staatspreis für Umweltschutz („Konrad-Lorenz-Preis für Umweltschutz“) des Bundesministeriums für Umwelt für „besondere Leistungen zur Erhaltung des Unwiederbringlichen insbesondere zur Verhinderung irreversibler Schäden der Biosphäre in Österreich“ (Initiative „Rettet das Dorfertal“) ausgezeichnet. Weiterhin ist er Träger des „Landschaftsschutzpreis 1992“ („Conservation Awards“) des Bundesministeriums für Umwelt, Jugend und Familie für die AFN-Initiative „Semmeringbahn statt Tunnelwahn“.
Im Zeitraum 1993–1998 organisierte Schuhböck die Initiative „Weltkulturerbe Semmeringbahn“ und konnte 1998 diese einzigartige Hochgebirgsbahn samt umgebender Kulturlandschaft in den Kreis der UNESCO-Welterbestätten führen.
1995 erhielt er eine Nominierung der AFN-„Initiatives for the World Heritage“ (‘Initiativen für das Welterbe’) für den UNESCO-„Sultan Qaboos Prize for Environmental Preservation 1995“ durch die Republik Österreich. 1998/1999 erfolgte eine Eintragung ins „Guinness-Buch der Rekorde“ beim UNESCO-Welterbe-Emblem im Rahmen der Feier „Weltkulturerbe Semmeringbahn“. 1999 erhielt er eine Auszeichnung mit dem Preis des Stadtpräsidenten von Toruń (Polen) für die Präsentation der AFN-Wanderausstellung Das Welterbe bei der internationalen Messe Tour-Expo ’99.
Ab 1999 engagierte sich Schuhböck für die Welterbe-Ernennung der Schweizer Hochgebirgslandschaft um Jungfrau, Mönch und Eiger samt Aletschgletscher. 2001 wird das Gebiet „Jungfrau-Aletsch-Bietschhorn“ von der UNESCO zum Weltnaturerbe erklärt. Danach setzte sich Schuhböck für dessen Erweiterung um Blüemlisalp, Wetterhorn und Aaregletscher im Ausmaß von weiteren 285 km² ein, die 2007 erfolgte.
Von 1993 bis 2000 organisierte Schuhböck die Initiative „Welterbe Wachau“. Im Jahr 2000 wurde diese niederösterreichische Fluss- und Kulturlandschaft an der Donau zum UNESCO-Welterbe erklärt.
2002 folgten Auszeichnungen mit dem „Preis des Stadtpräsidenten von Toruń“ (Polen) für den attraktivsten Messestand (Weltkulturerbe Altstadt von Salzburg, Nationalpark Hohe Tauern, Großglockner-Hochalpenstraße und Österreichs Welterbestätten) bei der internationalen Messe „Tour-Expo 2002“, mit dem „Grand Prix“ der internationalen Welterbe-Messe „Tour-Expo 2002“ in Toruń (Polen) für die komplexe und interessante AFN-Präsentation aller Welterbestätten Österreichs, sowie die Performance „Rock me Amadeus“. Außerdem bekam er 2002 die „Europa Nostra Medal of Honour“ für seinen Beitrag zum Schutz und zur Wertsteigerung des natürlichen und kulturellen Erbes von Europa. Darüber hinaus begründete das „Management Committee of Europa Nostra“ seine Entscheidung damit, dass Christian Schuhböck zu jenen Persönlichkeiten gehörte, deren Arbeit für das Erbe Europas von „Europa Nostra“ anerkannt wird. 2002 erfolgte zu dem eine Eintragung von Christian Schuhböck in die Liste „The Best in Heritage“, erstellt von ICOM, UNESCO, Europa Nostra, mit Unterstützung des Ministeriums für Kultur der Republik Kroatien.
Im Mai 2003 startete Schuhböck die AFN-Initiative „Welterbe Mount Everest“ mit dem Ziel der Erweiterung des bestehenden Sagarmatha-Nationalparks in Nepal auf eine grenzüberschreitende Weltnaturerbestätte Sagarmatha – Chomolungma (Nepal, Tibet). Zur Unterstützung dieser Initiative formulierte Schuhböck eine eigene Deklaration. Als Erstunterzeichner der Deklaration fanden sich sofort zahlreiche Everest-Besteiger wie Wolfgang Nairz, Peter Habeler, Reinhold Messner, Sigi Hupfauer und Tashi Tenzing (Enkel von Tenzing Norgay).
2004 erhielt Schuhböck eine Auszeichnung der Polnisch-Österreichischen-Gesellschaft für besondere Verdienste um die Beziehungen zwischen Österreich und Polen. 2007 bekam er eine Nominierung für den „Neptun Wasserpreis 2007“ für die Initiative „Grüner See / Hochschwab – Naturschutz für Wasserschutz“. 2008 folgte eine Auszeichnung der „Vereinigung der Freunde Grinzings“ für den Einsatz um die Erhaltung der Grinzinger Weingarten-Kulturlandschaft. 2009 erhielt er das Große Ehrenzeichen für Verdienste um die Republik Österreich (1952).
2019 wurde ihm der Berufstitel Professor und das Goldene Ehrenzeichen des Landes Steiermark verliehen.

## Wirken als Sachverständiger
Aufgrund seines Engagements zum Schutz von Natur- und Kulturlandschaften ist Schuhböck auch oftmalig im Dienste von Bürgerinitiativen tätig, verfasst Expertise und Gutachten. So konnte er 2012 nachweisen, dass das Jugendstilensemble des Otto-Wagner-Spitals in Wien-Penzing den Kriterien des UNESCO-Welterbes entspricht. Ähnliches gilt für die Grinzinger Weingarten-Kulturlandschaft, deren Welterbe-Würdigkeit er bereits 2004 festgestellt hat.
Schuhböcks Fachbeiträge werden in Tageszeitungen, Zeitschriften und Magazinen veröffentlicht. Thematischer Schwerpunkt seiner Publikationen sind Naturschutz, Nationalparks und das Welterbe, wozu er auch Bücher schreibt.

## Publikationen (Auswahl)
- Darjeelingbahn in Indien; in: Das große Buch der Lokomotiven; DuMont Buchverlag; Köln 2001; ISBN 3-7701-8676-1
- Österreichs Welterbe: Kulturdenkmäler und Landschaften unter dem Schutz der UNESCO. Christian Brandstätter, Wien 2002, ISBN 3-85498-178-3 und Reader’s-Digest-Verlag, 2002
- Das Welterbe, Ed. Hölzel Verlag, Wien 2007, ISBN 978-3-85116-347-6
- Otto-Wagner-Spital „Am Steinhof“, Kral-Verlag, Berndorf 2013, ISBN 978-3-99024-208-7
- Gustav Klimt und Otto Wagner – zwei Secessionisten prägen das Weltkulturerbe Wiens; in: Uncommon Culture – Art Nouveau; ICIMSS; Toruń 2013; ISSN 2082-6923
- Weltkulturerbe Semmeringbahn – Führer zur ersten UNESCO-Eisenbahn-Welterbestätte der Welt, Kral-Verlag, Berndorf 2014 (2. Auflage); ISBN 978-3-902447-70-8
- Grinzings Weingarten Kulturlandschaft – ein potentielles UNESCO-Welterbe, Kral-Verlag, Berndorf 2016, ISBN 978-3-99024-321-3[18]